# Ostrý štít
Ostrý štít se nachází v hlavním hřebeni Vysokých Tater a přestože nepatří k nejvyšším, dlouho byl považován za nedobytný. Chrání ho plátovité stěny a hřebeny s kolmými výšvihy. Vrcholu bylo dosaženo až po dlouholetém „obléhání“ jako jednoho z posledních tatranských štítů. Englischův i Häberleinův prvovýstup jsou považovány za zlomové okamžiky horolezectví ve Vysokých Tatrách.
Nižší vrchol - Malý Ostrý štít je od hlavního oddělen štěrbinou Prielom v Ostrom.

## Topografie
Štít v hlavním hřebeni mezi Velkou Studenou a Javorovou dolinou. Od Zbojnických věží a Široké věže ho odděluje Biela lávka, Malý Ostrý štít od Javorového štítu zase Javorové sedlo.

## Zajímavé výstupy
- 1901 K. Jurzyca a Johann Hunsdorfer ml. vystoupili na východní hřeben nad Jurzycův zub (ten obešli, je obtížnosti IV), na vrchol nedošli.
- 1902 Karol Englisch s matkou Antonií a horskými vůdci Johannem Hunsdorferem a J. Strompfem.
- 1905 Prvovýstup jižní stěnou, S. Häberlein, K. a M. Bröske, výstup byl nějaký čas považován za nejtěžší v Tatrách, III-IV.
- 1907 Prvovýstup „Cesta spišských vůdců“, III.
- 1969 Zimní prvovýstup J. Stejskal, T. Gross a L. Páleníček, V A2.
- 2003 Prvovýstup „Ostrá realita“, Pavel Jackovič a B. Turček, VIII-.

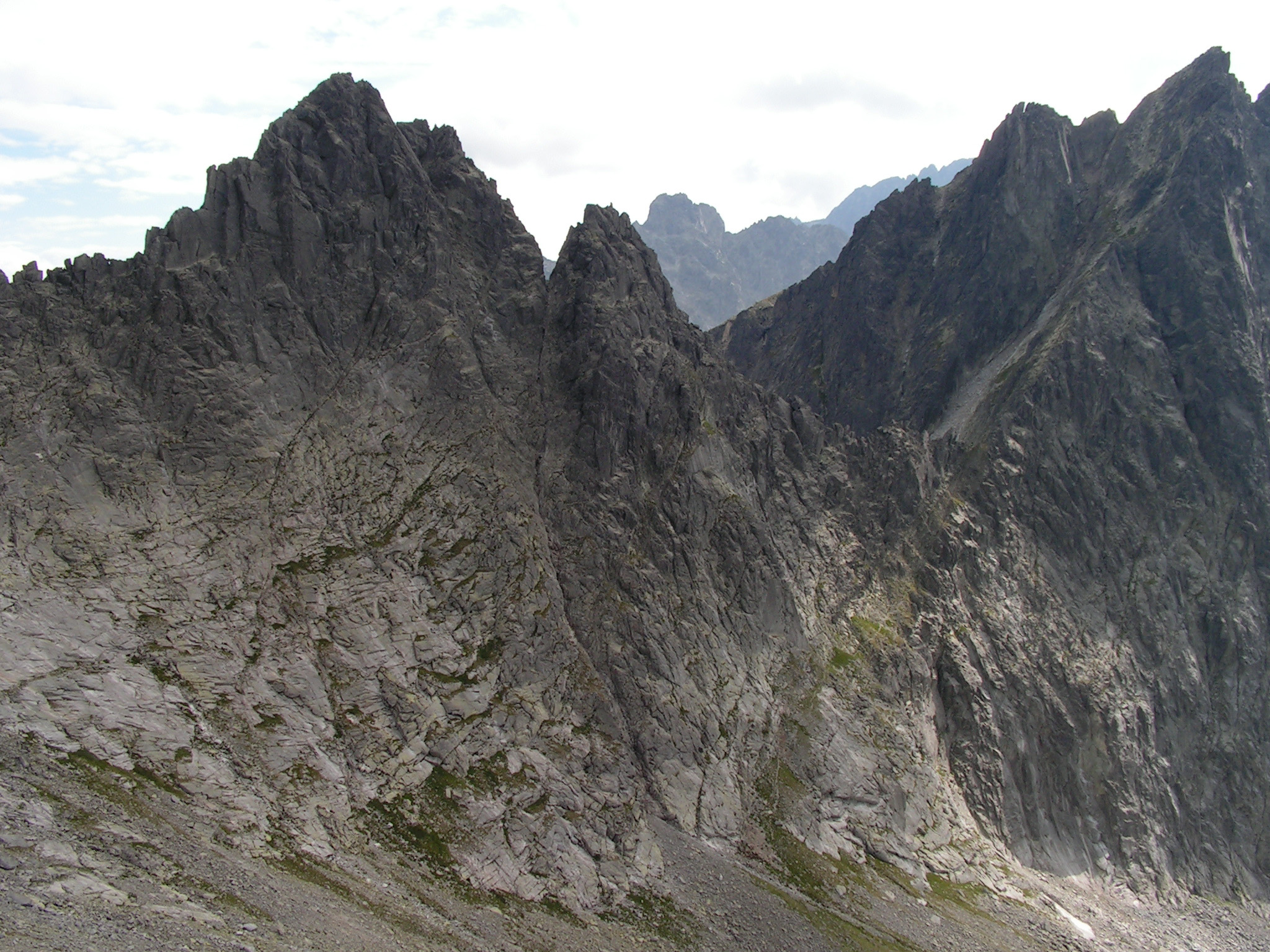
Zleva Ostrý, Malý Ostrý a Javorový štít, vzadu Bradavica. Kolmý výšvih v hřebeni nalevo je Jurzycův zub.